# Parc provincial du Monastère-des-Trappistes
Le parc provincial du Monastère-des-Trappistes (anglais : Trappist Monastery Provincial Park) est un parc provincial du Manitoba (Canada) située dans le quartier Saint-Norbert de la ville de Winnipeg. Il protège les ruines de l'ancienne abbaye trappiste de Notre-Dame des Prairies.

## Géographie
Le parc a une superficie de 2,02 ha. Le parc comprend les ruines de l'abbaye ainsi que les terrains environnants, il exclut cependant l'hôtel de la trappe, qui appartient au centre des arts de Saint-Norbert. La totalité du parc est située dans la ville de Winnipeg.

## Histoire
C'est en 1891 que le père Noël-Joseph Ritchot, aidé de l'évêque Alexandre-Antonin Taché, invitèrent des moines de l'ordre cistercien de la stricte observance de l'abbaye de Bellefontaine, plus connus sous le nom de trappistes, à s'installer à Saint-Norbert. Ceux-ci s'établirent finalement à Saint-Norbert sur la rive de la rivière La Salle l'année suivante. L'abbaye fut construite entre 1903 et 1905 dans un style néoroman.
À partir des années 1960, les trappistes commençaient à être dérangés par l'étalement urbain de Winnipeg. En 1975, ils décidèrent de déplacer le monastère à Holland, dans la municipalité rurale de Victoria, à 145 kilomètres à l'ouest de Winnipeg. Ils démolirent les bâtiments secondaires et partirent vers leur nouvelle résidence en 1978, ne laissant que l'abbaye et l'hôtel de la trappe qui furent vendus à un promoteur immobilier la même année. En 1980, l'organisme Heritage St. Norbert Inc. fut créé dans le but de protéger le site et ses bâtiments.
L'abbaye fut incendiée par des vandales en 1983, à l'exception de l'hôtel de la trappe. Les ruines furent stabilisées et le bâtiment fut reconnu comme site du patrimoine provincial le 25 janvier 1988 et vendu à la province dans le but d'en faire un parc provincial,, ce qu'il devient le 23 septembre 2002.